# Synagoga Schomre-Schabos v Českém Těšíně
Synagoga Schomre-Schabos v Českém Těšíně je bývalá synagoga vystavěná v eklekticko-mauretánském stylu. Jedná se o jednu ze tří synagog v Moravskoslezském kraji. Nachází se mezi řadovými domy na Božkově ulici. Budova synagogy dnes slouží jako klubovna PZKO.
Budovu nechalo vystavět sdružení „Schomre Schabos“ (strážci šabatu). Jednalo se o třípatrovou budovu s modlitebnou, galerií pro ženy, bytem správce a rituální lázní. V uličním průčelí s pětiosou bohatě členěnou fasádou. Vysoká maurská okna s bohatě profilovanými šambránami a římsami, s podstřešní římsou. V přízemí v rohu dvojice vstupních dveří profilovaném portálu s oblouky ve tvaru oslího hřbetu. Kapacita modlitebny a galerie činila 152 mužů a zhruba 100 žen.
Objekt je prohlášen kulturní památkou ČR.

## Historie

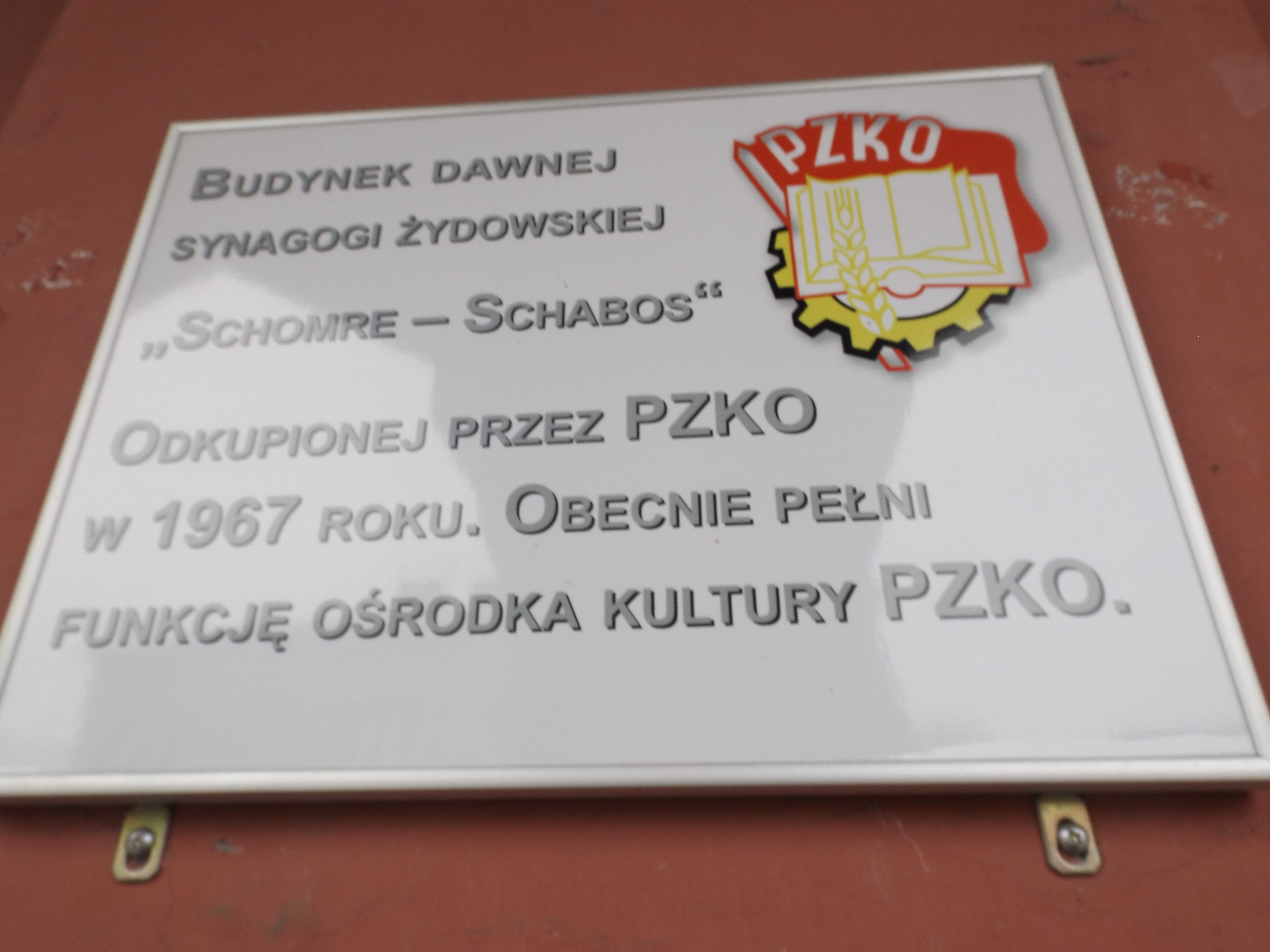
Cedule vedle dveří synagogy odkazující na její minulost a současný stav.

### Meziválečné období
Roku 1928 navrhl plán synagogy architekt Eduard David na popud ortodoxního sdružení „Schomre Schabos“. Ještě téhož roku byla stavba dokončena. Stavbu provedli stavitelé Josef Nosska a Adolf Richter a prvním vlastníkem byl Moses Löbl May. Roku 1935 nechalo sdružení „Taharas Jisroel“ firmou Václava Nekvasila vystavět v budově synagogy rituální lázně.

### Období druhé světové války
Synagoga „Schomre Schabos“ nebyla na rozdíl od jiných synagog Těšínska během okupace vypálena, neboť se nacházela mezi řadovými domy a hrozil požár okolních budov. Byl ovšem zničen interiér synagogy. Zbytek války budova sloužila jako sklad divadelních rekvizit.

### Poválečné období a současnost

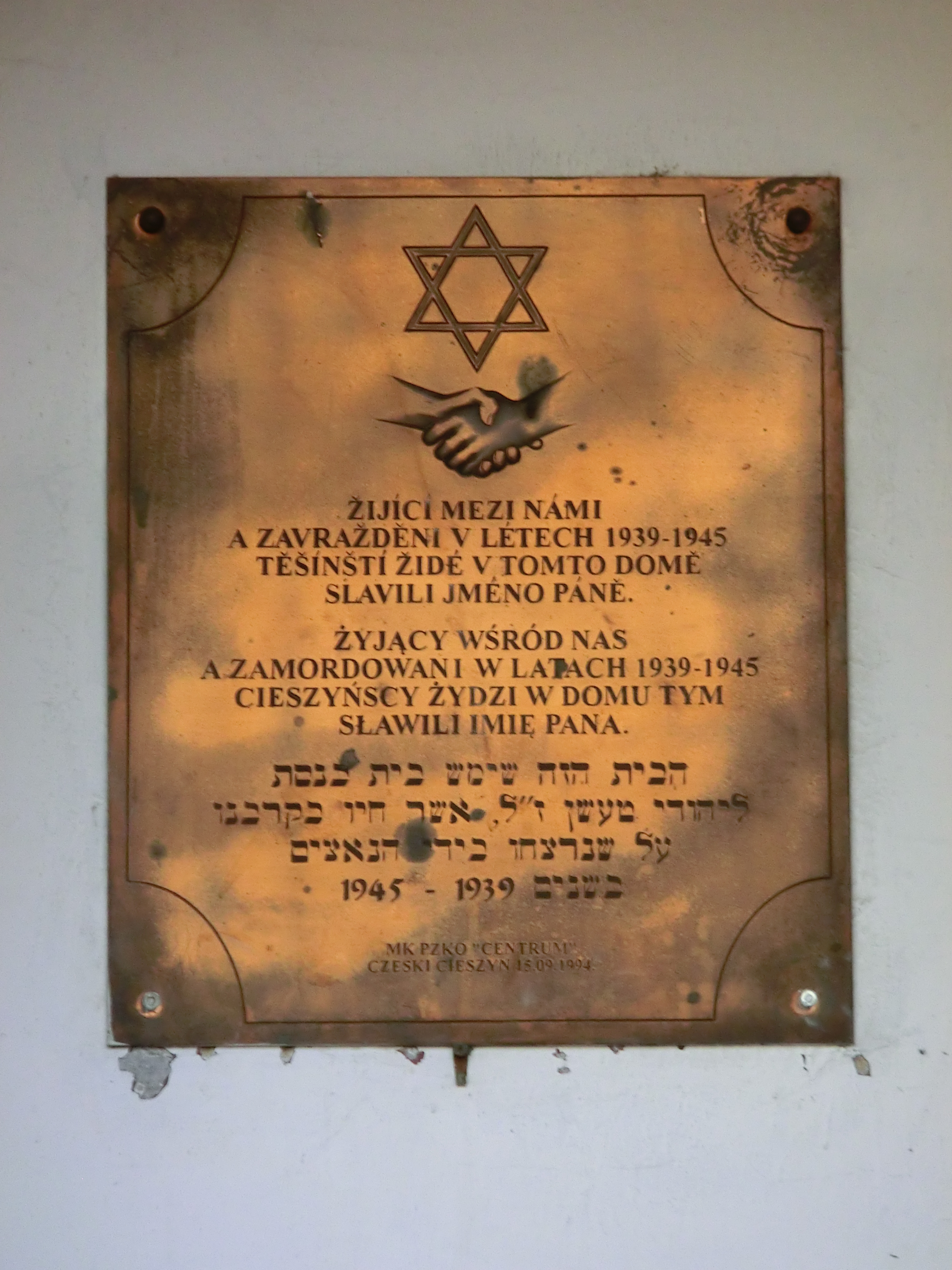
Bývalá pamětní deska umístěná na zdi synagogy, dnes ukradena.

Po válce se sdružení „Schomre Schabos“ obnovilo a pokračovali zde bohoslužby až do roku 1948. V tomto roce se rabín Natan Bergman rozhodl odstěhovat do Izraele. S sebou vzal ze synagogy i svitky Tóry, které byly majetkem jeho rodiny. Budova byla nevyužívaná a tak ji roku 1967 město prodalo Polskému kulturně-osvětovému svazu (PZKO), ten ji roku 1978 přestavěl ke svým účelům. V roce 2009 budova prošla obnovou mimo jiné byla repasována okna v průčelí domu.